# Олд-Рівер-Вінфрі (Техас)
Олд-Рівер-Вінфрі (англ. Old River-Winfree) — місто (англ. city) в США, в округах Чемберс і Ліберті штату Техас. Населення — 1315 осіб (2020).

## Географія
Олд-Рівер-Вінфрі розташований за координатами 29°52′28″ пн. ш. 94°49′36″ зх. д. / 29.87444° пн. ш. 94.82667° зх. д. (29.874446, -94.826775).  За даними Бюро перепису населення США в 2010 році місто мало площу 4,06 км², уся площа — суходіл.

## Демографія
Згідно з переписом 2010 року, у місті мешкало 1245 осіб у 415 домогосподарствах у складі 335 родин. Густота населення становила 307 осіб/км².  Було 457 помешкань (113/км²).
Расовий склад населення:
| - 89,0 % — білих - 4,9 % — чорних або афроамериканців - 0,2 % — корінних американців - 0,1 % — азіатів - 3,4 % — осіб інших рас |

До двох чи більше рас належало 2,4 %. Частка іспаномовних становила 6,9 % від усіх жителів.
За віковим діапазоном населення розподілялося таким чином: 28,8 % — особи молодші 18 років, 62,2 % — особи у віці 18—64 років, 9,0 % — особи у віці 65 років та старші. Медіана віку мешканця становила 35,8 року. На 100 осіб жіночої статі у місті припадало 93,9 чоловіків;  на 100 жінок у віці від 18 років та старших — 92,8 чоловіків також старших 18 років.
Середній дохід на одне домашнє господарство  становив 67 154 долари США (медіана — 60 625), а середній дохід на одну сім'ю — 75 324 долари (медіана — 68 750). За межею бідності перебувало 16,5 % осіб, у тому числі 25,8 % дітей у віці до 18 років та 3,6 % осіб у віці 65 років та старших.
Цивільне працевлаштоване населення становило 667 осіб. Основні галузі зайнятості: будівництво — 22,8 %, науковці, спеціалісти, менеджери — 13,8 %, освіта, охорона здоров'я та соціальна допомога — 9,6 %, виробництво — 9,3 %.